# 陳吉仲
陳吉仲（1966年3月29日—），台灣農業經濟學家、政治人物，屏東縣萬丹鄉人，曾任中華民國農業部部長（前身是行政院農業委員會主任委員）、行政院農業委員會政務副主任委員、國立中興大學主任秘書、得克薩斯農工大學農業經濟學系助理研究員、臺灣農村經濟學會理事長等職務。

## 早年及教育
陳吉仲出生於屏東縣萬丹鄉社皮村農家，雙親為萬丹紅豆農夫，至今仍在萬丹種田。陳吉仲自小協助家裡農務直到讀大學為止。母親為洪來金、哥哥為陳吉原、妹妹為陳淑蓉。
畢業於屏東高中後，陳吉仲於1985年入學國立臺灣大學農業經濟學系。大學時期，由於對经济学感興趣，因此專程搭車到校園總區外的舊社科院，修習總體、個體經濟學等相關課程。大一加入農村服務社團後，經常協助教授至各地做問卷調查，漸漸了解農民當下的困境。1998年參加520農運，雖未完整參與但仍理解農民提出的農民/農眷保險、肥料/農地自由買賣、升格農業部等訴求。
陳吉仲1992年取得國立臺灣大學農經所碩士學位，1998年取得得克萨斯农工大学農業經濟所博士。
1997年台灣爆發口蹄疫疫情，嚴重衝擊養豬產業。當初陳吉仲家裡的養豬場是以貸款方式購買，爆發疫情後豬隻全被撲殺，養豬場也被迫關閉。龐大的債務讓陳吉仲回國任教後也得幫忙還債，直到其父親賣地後才解決債務問題。

## 學術生涯
陳吉仲的研究興趣包含氣候變遷、環境經濟學與農業政策。陳吉仲在德州農工大學農業經濟系，曾任職研究助理、助理研究員。
回台灣後，他受雇於國立中興大學應用經濟系。先是助理教授，2006年升任教授，2008年獲聘該系所之終身特聘教授，並在2011至2015年擔任中興大學主任秘書。2013年榮頒中興大學「興人師獎」。執教期間，陳吉仲的學術論文多次發表於《Climatic Change》、《Applied Energy》、《Energy Policy》等重要國際期刊，也曾任《農業經濟叢刊》主編與《臺灣經濟預測與政策》之《社會成本效益分析》特刊執行編輯。
教學之餘，他亦參與社會運動及社會團體。2010年與莊秉潔等學者號召學界連署反對國光石化開發案，2014年參與太陽花學運；曾為台灣農村陣線成員，於2016年擔任臺灣農村經濟學會理事長。

## 政治生涯

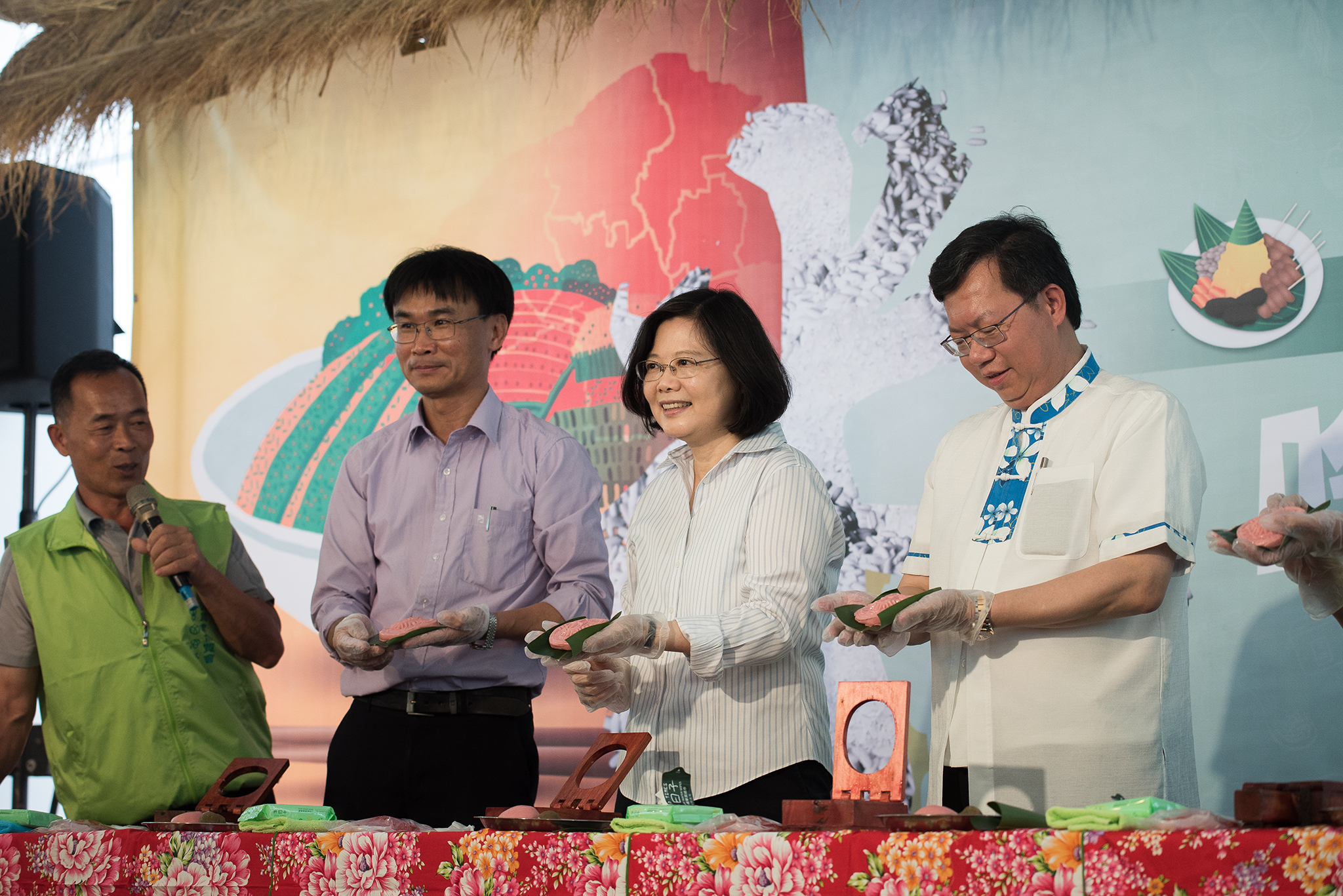
於農業委員會副主委任內

2016年5月20日，蔡英文就任總統後，陳吉仲獲時任行政院院長林全任命為行政院農委會政務副主任委員。
2017年9月8日，陳吉仲接受總統蔡英文慰留，在賴清德內閣續任。
2018年12月5日，時任副主委的陳吉仲表示因民主進步黨九合一選舉敗選，表態與主任委員林聰賢同進退而提出辭呈，後獲慰留並代理主委一職。
2019年1月，內閣改組，陳吉仲獲留任並正式接任行政院農業委員會主任委員。
2023年8月1日，出任行政院農業委員會升格為農業部後的首任部長，9月17日因進口蛋品爭議口頭請辭，行政院院長陳建仁對其慰留；19日請辭獲准，同月21日起生效，職位由陳駿季代理。

### 遠洋漁業黃牌與強迫勞動製品清單
2015年10月1日，台灣被歐盟列入打擊非法、未報告、不受規範（IUU）漁業不合作國家警告（黃牌）名單，在陸續完成修訂漁業三法、建立監控機制、漁獲可追溯、國際合作的目標後，陳吉仲宣布歐盟於2019年6月29日解除黃牌。2020年1月，歐盟到台灣視察時認定政府執法密度有下降跡象，要求持續嚴格執法以免再次列入黃牌甚至紅牌制裁。
2020年9月30日，美國勞動部將台灣遠洋漁業的漁獲列入《童工及強迫勞動製品清單》，2021年7月1日美國國務院在《人口販運問題報告》中點名「台灣應積極調查在遠洋漁業中，涉嫌勞力剝削的台灣權宜船或台灣籍漁船」，陳吉仲表示會提出相應改善措施力拼2022年除名，然而台灣遠洋漁業漁獲依舊被列入2022年9月30日公布的清單。

### 台灣自口蹄疫區除名
2020年6月17日，陳吉仲表示，世界動物衛生組織宣布台灣脫離口蹄疫區，行政院農業委員會將繼續幫助養豬產業再升級。他並表示，這一切來自24年來自各防疫機關、學術界及全國豬農的配合才得以完成，他在記者會上並特別感謝2018年過世的全國首席獸醫官、防檢局前副局長施泰華，語帶哽咽，讚譽施泰華臨終之前仍在為抵禦非洲豬瘟而奮戰。

### 鬆綁進口豬肉和美國牛肉
2020年9月，陳吉仲為中央開放進口豬肉的瘦肉精含量和30月齡以上的美國牛肉進口背書，除了將萊克多巴胺比喻為民眾食用的保健品，並表示「反對萊豬就是反對美豬，通過反萊豬公投後無法加入CPTPP」。然而，新聞媒體揭露陳吉仲於2012年時對馬英九政府開放美國瘦肉精豬肉採強烈反對立場。

### 走私貓安樂死
2021年，海巡人員於台南安平外海攔截來自中國大陸的154隻走私名貴貓種，並由動植物防疫檢疫局高雄分局於隔日（8月20日）旋即將這批走私貓安樂死。除了執行過程的快速，由於該日正好也是國際流浪動物日，因此蔡英文總統的臉書專頁也被頻繁留言，甚至於深夜回應大眾。為此，陳吉仲表示他是負責國內所有動植物防疫工作的指揮官，由他承擔此事任何批評和譴責。

### 雞蛋供需失衡及進口雞蛋爭議
2023年9月，國民黨立委王鴻薇質疑農業部從巴西進口的蛋，保鮮期只有120天，5月30日裝船，有效期標10月5日。另外，外界也質疑進口時間是否巴西6月宣布禽流感爆發時間重疊。針對有關事件，農業部表示是台農標示錯誤，實際上是9月24日，而台農蛋品老闆表示洗選包裝標示是依過去國內洗選蛋流程，官方對進口蛋標示沒有明文規定。其後陳吉仲於9月19日到民進黨立法院黨團接受有關進口雞蛋問題的質詢。同日晚間，陳吉仲向行政院長陳建仁請辭獲准，於21日生效，由農業部次長陳駿季暫代部長。

## 外部連結
- 主任委員簡歷(農委會) （页面存档备份，存于）
- 陳吉仲的Facebook專頁

| 中華民國政府職務    | 中華民國政府職務                                 | 中華民國政府職務      |
| ------------------- | ------------------------------------------------ | --------------------- |
| 行政院              |                                                  |                       |
| 首任                | 農業部部長 第一任 2023年8月1日－2023年9月20日    | 繼任： 陳駿季（代理） |
| 前任： 自己（代理） | 農委會主委 第十五任 2019年1月14日－2023年7月31日 | 繼任： 改制為農業部   |
| 前任： 林聰賢       | 農委會主委 代理 2018年12月4日－2019年1月13日     | 繼任： 真除           |